# 越後赤塚站
越後赤塚站（日语：／ Echigo-Akatsuka eki */?）是位於新潟縣新潟市西區赤塚886番，東日本旅客鐵道（JR東日本）的越後線車站。

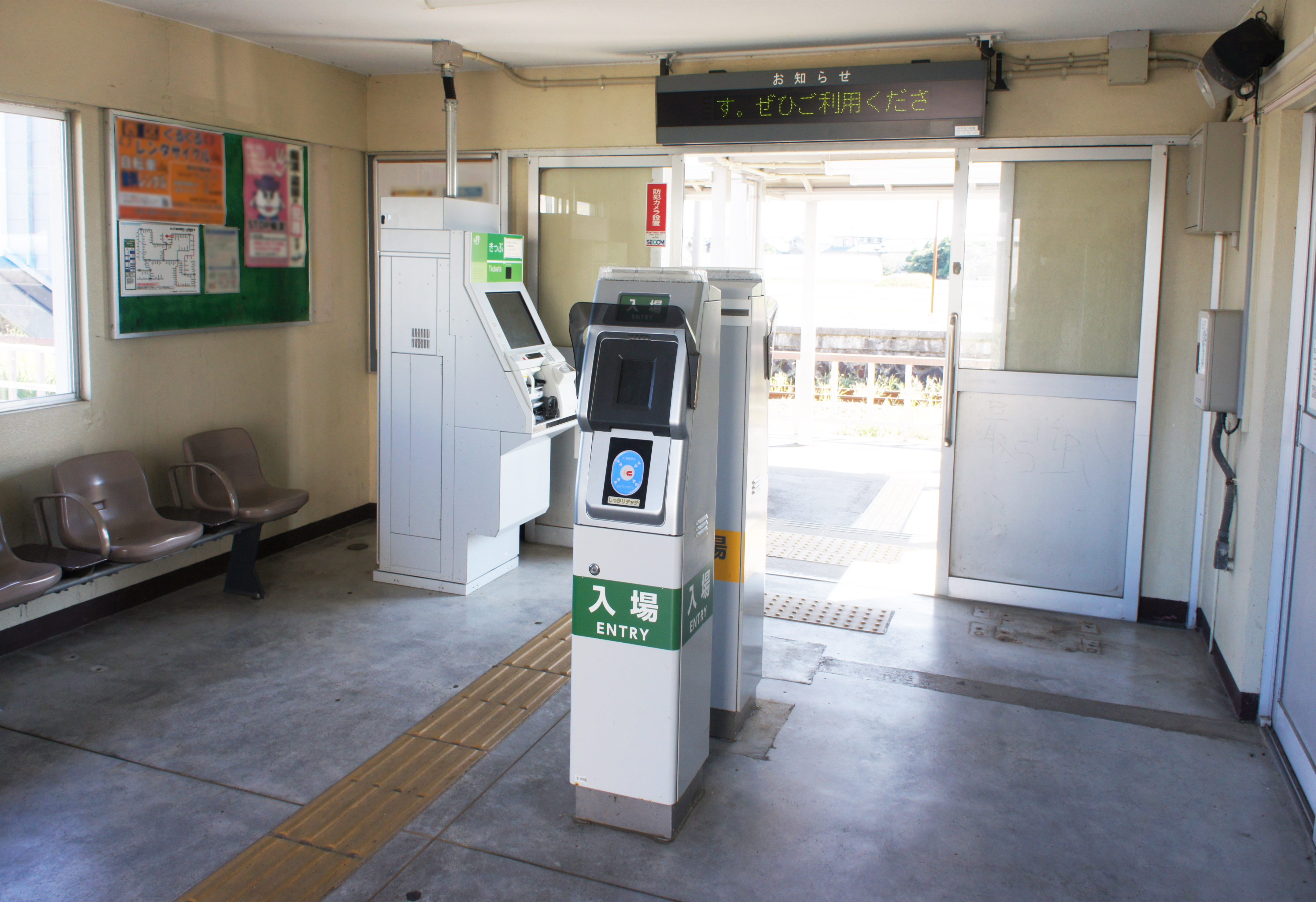
驗票口（2021年9月）

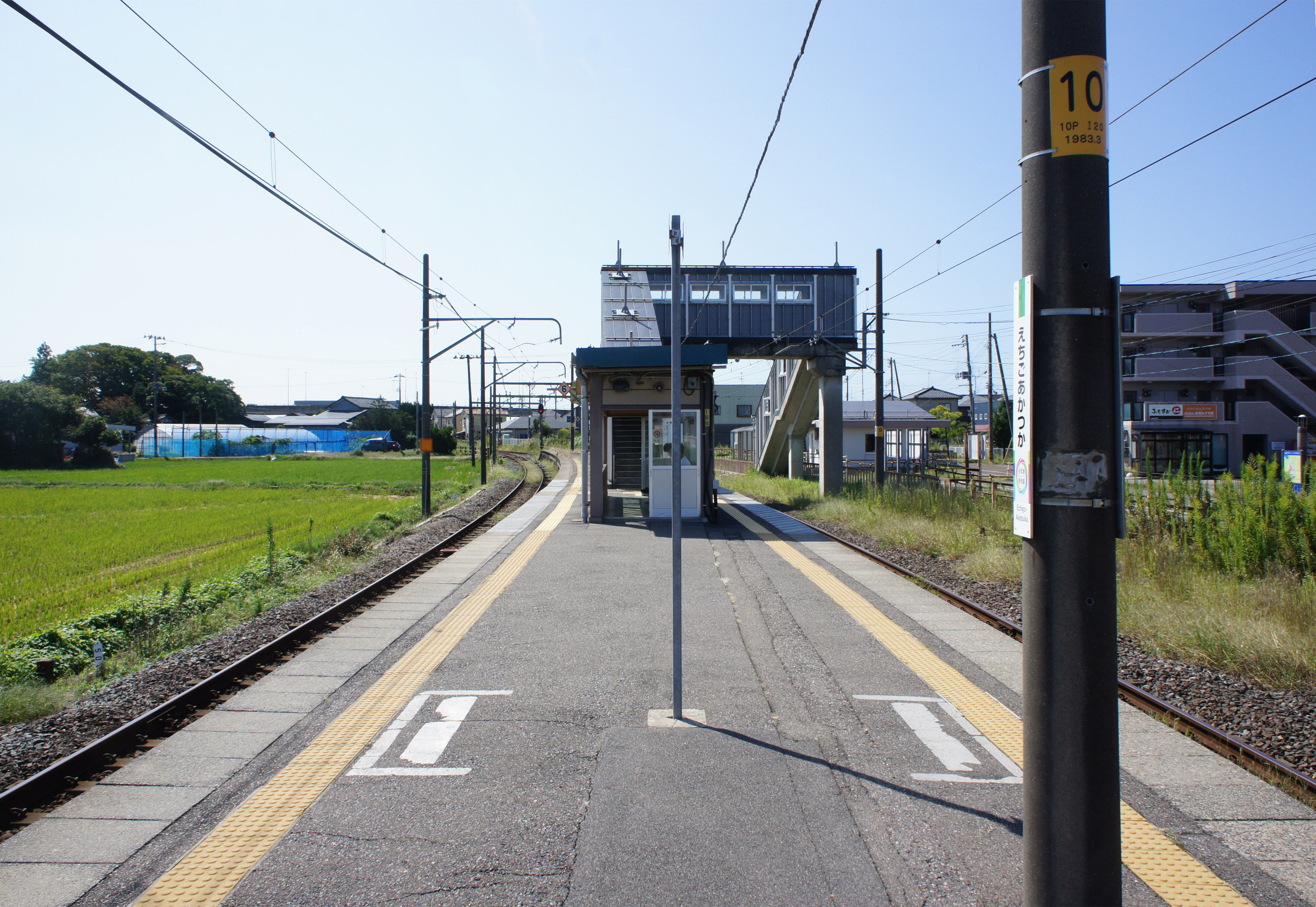
月台（2021年9月）

## 歷史
- 1914年（大正3年）12月25日：越後鐵道車站啟用[2]。
- 1927年（昭和2年）10月1日：越後鉄道被國有化，柏崎至白山之間全線隸屬國鐵越後線（後來白山至新潟也編入至越後線）。
- 1962年（昭和37年）2月1日：結束貨物起卸業務。
- 1982年（昭和57年）11月24日：現時的車站大樓竣工。
- 1985年（昭和60年）：現時的跨線橋竣工並開始使用。站內平交道廢止。
- 1987年（昭和62年）4月1日：伴隨國鐵分割民營化，車站由東日本旅客鐵道（JR東日本）營運。
- 1997年（平成9年）10月1日：開設1往返班次（早上6時時段），來往新潟至此站之間（在2010年12月起延長至越後曾根站）。
- 2006年（平成18年）1月21日：此站可使用IC卡「Suica」（新潟都市圈範圍）。
- 2017年（平成29年）：站內廁所翻新工程完成。分成男廁和女廁。
- 2018年（平成30年）：跨線橋外部翻新工程完成。設置顯示運行資訊和時間表的數位標牌。
- 2019年（令和元年）：增設車站大樓和跨線橋上蓋。

## 車站構造

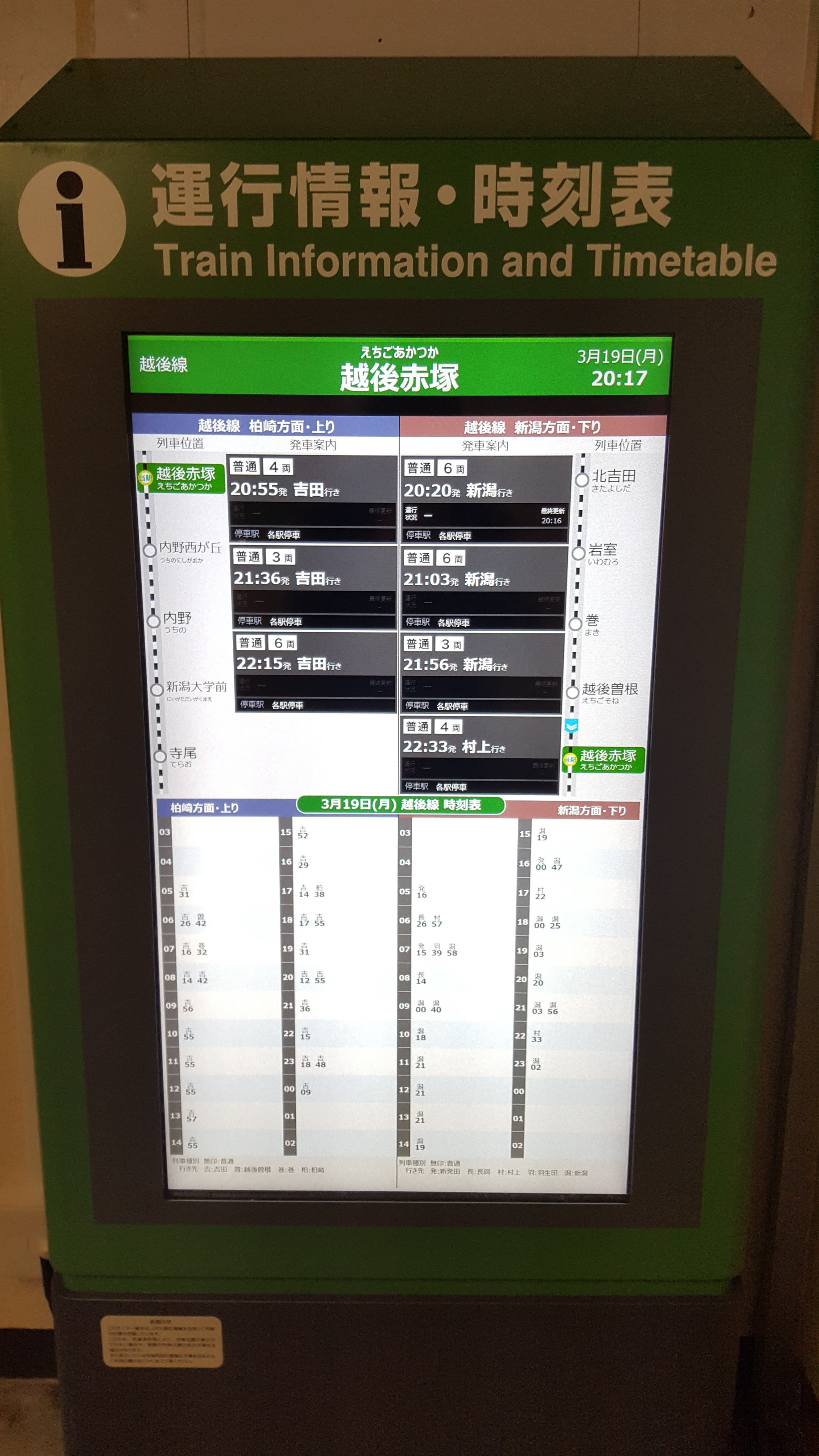
越後赤塚站的數位標牌(2018年3月)

本站是地面車站，設有1面2線的島式月台。車站大樓與月台之間設有跨線橋連接（曾經車站大樓與月台之間設有行人路）。
此站是由新潟站管理的無人車站。在部分時段會設有車站職員當值，進行收集車票業務。車站大樓內設有候車室、簡易Suica閘機（入閘、出閘各1台）、1座簡易型自動售票機（不可使用Suica）、廁所和顯示運行資訊和時間表的數位標牌。在車站大樓前設有自動販賣機、郵筒和公共電話。
此站周邊在冬天期間有機會發生雪暴，因此月台上設置了候車室，月台上沒有安裝上蓋（在吉田至新潟之間唯一沒有安裝月台上蓋的車站）。

### 月台
| 月台 | 路線    | 上下行 | 方向           | 備註               |
| ---- | ------- | ------ | -------------- | ------------------ |
| 1    | ■越後線 | 下行   | 新潟方向       |                    |
| 2    | ■越後線 | 下行   | 新潟方向       | 部分列車使用此月台 |
| 2    | ■越後線 | 上行   | 吉田、柏崎方向 |                    |

2號月台為上下行主本線，同時為一線通過的結構。1號月台只用作下行列車使用。

## 利用状況
曾經新潟鐵道管理局（為JR東日本新潟分社的前身）發表了1981年度（昭和56年度）的1日平均乘車人次為362人，在吉田至新潟之間最少乘客使用的車站。
根據「新潟市統計書」的資料，以下為乘車人次的變化列表。
| 乘車人次變化       | 乘車人次變化              | 乘車人次變化 |
| 年度               | 一年乘車人次 (單位：千人) | 參考資料     |
| ------------------ | ------------------------- | ------------ |
| 2002年（平成14年） | 244                       | [ 5 ]        |
| 2003年（平成15年） | 262                       | [ 5 ]        |
| 2004年（平成16年） | 277                       | [ 5 ]        |
| 2005年（平成17年） | 243                       | [ 5 ]        |
| 2006年（平成18年） | 298                       | [ 5 ]        |
| 2007年（平成19年） | 341                       | [ 5 ]        |
| 2008年（平成20年） | 358                       | [ 6 ]        |
| 2009年（平成21年） | 366                       | [ 6 ]        |
| 2010年（平成22年） | 394                       | [ 6 ]        |

由於此站為無人車站，因此不能夠準確計算售票量，在2011年度（平成23年度）以後不再發表乘車人次數據。

## 車站周邊

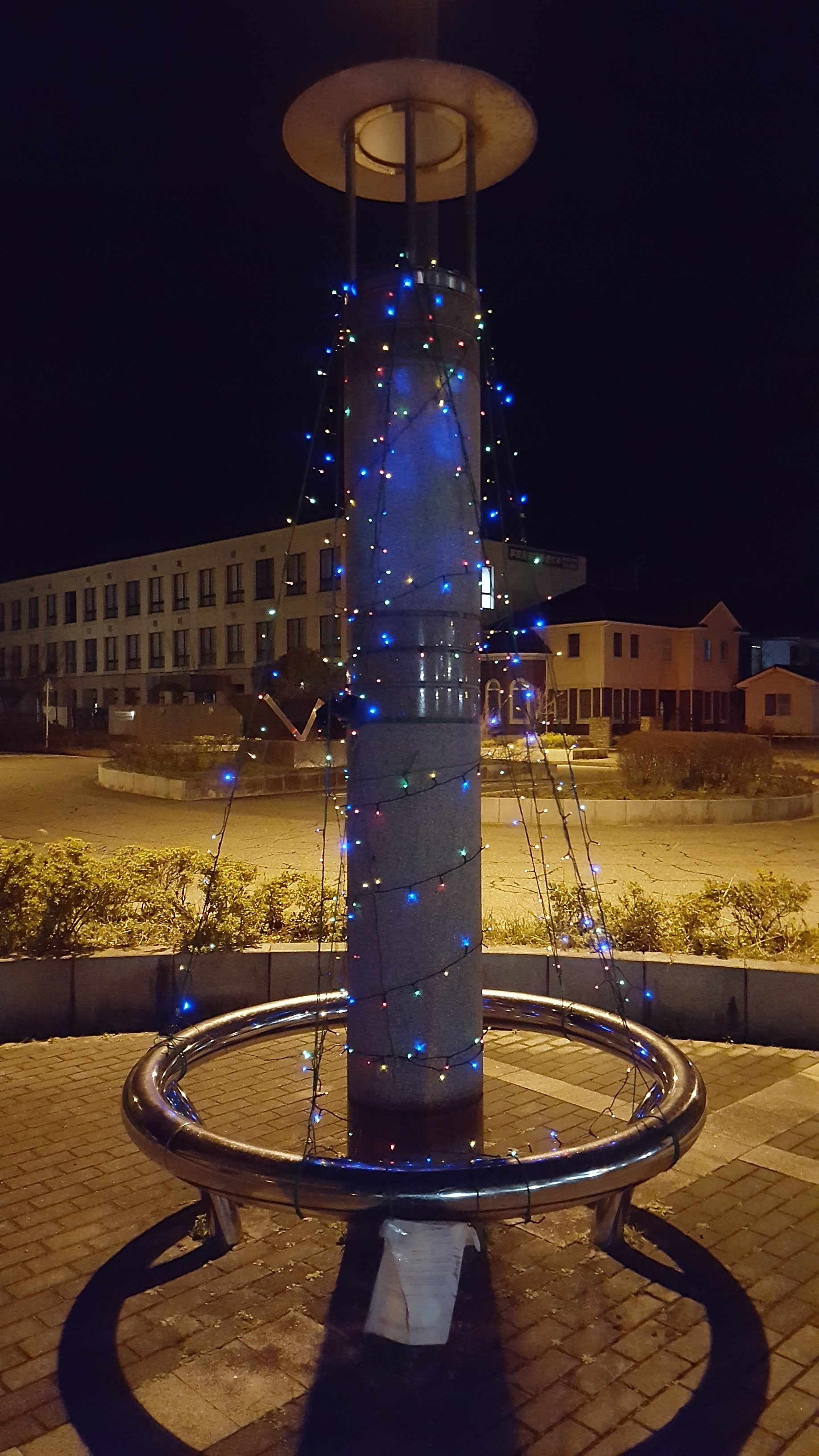
越後赤塚站前的聖誕燈飾

車站從前周邊為稻田，只有數間民居。在1990年代起進行土地整理項目，開始開發住宅區，並賦予名稱「水木野新城」。在1994年，新潟國際情報大學創校，使周邊地區開始開發。現時，車站周邊的地址都是「水木野」日语：。另外，此站是位於新潟市西區赤塚地區和中野小屋地區中間，此站距離雙方中心地段約5分鐘車程，近30分鐘的步行距離。在2018年12月，周邊居民與新潟國際情報大學和新潟看護醫療專門學校學生協力為了振興當地社區，在聖誕節於站前街頭佈置燈飾。
- 新潟縣道168號越後赤塚停車場四鄉屋線（日语：新潟県道168号越後赤塚停車場四ッ郷屋線）
- 新潟縣道46號新潟中央環狀線（日语：新潟県道46号新潟中央環状線）
- 新潟國際情報大學（日语：新潟国際情報大学）（水木野校園）
- 新潟看護專門學校
- 佐潟（日语：佐潟）（赤塚地區）
- 新潟市立赤塚小學（赤塚地區）
- 新潟市立小瀨小學（中野小屋地區）

## 巴士路線
截至2019年6月，於站前迴旋路內設有區巴士和居民巴士的巴士站。關於運行內容可參見西區 (新潟市)#社區巴士及區巴士・居民巴士 - 新潟市西區 （页面存档备份，存于）

### 社區佐潟巴士
在2005年4月，由赤塚地區的居民組織為主要營運者的社區巴士開始運行。該巴士路線行走此站與新潟交通內野營業所之間，途經赤塚、四鄉屋的村落。車費為每次乘車100日圓（大小同價）。車費可使用「Ryuto」等IC卡。
- 赤塚站前巴士站
  - 經赤塚、四鄉屋　前往內野營業所
只於平日服務。此站共有4往返班次（星期六、日及假日暫停服務。冬季部分期間會增班）。

### 西區巴士、中野小屋路線
從新潟站出發的一般巴士路線中，「W4 大堀線」的來往信樂園醫院部分班次會途經中野小屋地區，並延伸至此站。而區巴士行走區間為槇尾至此站之間。車費使用新潟交通體系的計算方法，該公司的一般巴士路線（近郊線等）都是採用距離制車費。
- 赤塚站前巴士站
  - W43　經明田、中野小屋、信樂園醫院、大堀　前往青山
只於平日服務。設有5往返班次（星期六、日及假期暫停服務）。

## 相鄰車站
東日本旅客鐵道（JR東日本）
■越後線
越後曾根－越後赤塚－内野西丘

## 注腳
1. 1 2 3 4 5 6 7  . 週刊朝日百科. 21号 新潟駅・弥彦駅・津南駅ほか. 朝日新聞出版. 2012-12-30: 22 （日语）.
2. ↑  「軽便鉄道停車場設置」『官報』1915年1月13日（國立國會圖書館數碼化資料）
3. ↑  宮脇俊三、原田勝正編著『国鉄全線各駅停車⑥』中央・上信越440駅，小學館，1983年。ISBN 4-09-395106-3。
4. 1 2  . 東日本旅客鉄道.   [2020-02-02]. （原始内容存档于2020-02-02） （日语）.
5. ↑   (PDF). 平成20年度統計書. 新潟市. 2009-03  [2019-04-08]. （原始内容 (PDF)存档于2019-04-08） （日语）.
6. ↑   (PDF). 平成23年度統計書. 新潟市. 2012-03  [2019-02-25]. （原始内容 (PDF)存档于2019-02-25） （日语）.
7. ↑  『市報にいがた』第1508号 1996年1月21日 p.3 土地区画整理事業 赤塚駅前に新しいまち誕生 すてきな愛称をつけてPDF（日語） - 新潟市
8. ↑  『市報にいがた』第1518号 1996年3月31日 p.6 赤塚駅前の新しいまち 愛称は “みずき野” にPDF（日語） - 新潟市
9. ↑  市報にいがた 第1990号 2005年4月17日 p.1 赤塚地区の“住民バス”運行開始 地元の子ら乗せ 発車 オーライ （页面存档备份，存于）（日語） - 新潟市

## 外部連結
- 車站資訊（越後赤塚）：東日本旅客鐵道（日語）